# 科羅拉多州第二國會選區
科羅拉多州第二國會選區是美国科羅拉多州的國會選區之一。